# الی لایت
الی لایت (انگلیسی: Allie Light) یک کارگردان و تهیه‌کننده اهل ایالات متحده آمریکا است. او به همراه همسرش، ایروینگ ساراف برای تهیه‌کنندگی و کارگردانی فیلم مستند در سایه ستاره‌ها، برنده جایزه اسکار بهترین فیلم مستند شد.